# Зинья
Анто́нио Нэ́лсон Мати́ас (порт. Antonio Naelson Matías; 23 мая 1976 года, Итажа, Риу-Гранди-ду-Норти, Бразилия), более известный как Зи́нья (исп. Sinha, или Ziña) — мексиканский футболист бразильского происхождения. Наиболее известен по выступлениям за «Толуку».

## Биография
Антонио Наэлсон Матиас родился в небольшом муниципалитете Итажа в центре штата Риу-Гранди-ду-Норти и футболом стал заниматься в родном штате. На профессиональном уровне выступал за «Америку» из Натала, административного центра штата, но в чемпионате Бразилии так и не дебютировал. В возрасте 21 года Зинья переехал в Мексику, где стал выступать за «Монтеррей». Однако бо́льшая часть карьеры Зиньи связана с клубом «Толука», куда футболист перешёл в 1999 году.
Если за всю историю профессиональных чемпионатов «Толука» до 1999 года 5 раз становилась чемпионом Мексики (1967, 1968, 1975, лето 1998, лето 1999), то в «эпоху Зиньи» команда прибавила к своим достижениям ещё столько же выигранных внутренних чемпионатов. В 2003 году Зинья помог своей команде победить в Кубке чемпионов КОНКАКАФ, что раньше «Толуке» удавалось сделать лишь однажды, в 1968 году.
В 2001 году Зинья, после пяти лет проживания на территории Мексики, принял мексиканское гражданство. Его «крёстным отцом» в национальной сборной стал аргентинский специалист Рикардо Лавольпе, который включил Зинью в число трёх возрастных игроков (старше 23 лет) для усиления Олимпийской команды на турнире в Афинах. В середине 2000-х годов Зинья был одним из сильнейших футболистов Мексики на своей позиции и под руководством Лавольпе принял участие ещё в трёх турнирах — в Кубке конфедераций 2005 (мексиканцы заняли четвёртое место), Золотом кубке КОНКАКАФ в том же году, а также на чемпионате мира 2006 года. В Германии Зинья провёл все 4 игры, а Мексика дошла до стадии 1/8 финала.
Незадолго до начала Золотого кубка КОНКАКАФ 2011 года, куда натурализованный бразилец был вызван впервые за 6 лет, умер отец игрока, Антонио Матиас де Асис. Зинья всё же принял решение участвовать в турнире, но там его ждало новое разочарование: в его крови, а также у четверых его партнёров (Гильермо Очоа, Франсиско Родригес, Эдгар Дуэньяс, Кристиан Бермудес) был обнаружен запрещённый препарат кленбутерол. Футболисты были исключены из заявки сборной, а место Зиньи занял Пауль Агилар. Впоследствии выяснилось, что препарат попал в организмы игроков вместе с некачественным мясом. Партнёры дисквалифицированных игроков выиграли Золотой Кубок, а их самих ВАДА и ФИФА не стали дисквалифицировать.

## Титулы
- Чемпион Мексики (5): Лето 2000, Апертура 2002, Апертура 2005, Апертура 2008/2009, Бисентенарио 2009/10
- Победитель Кубка чемпионов КОНКАКАФ (1): 2003
- Обладатель Суперкубка Мексики (Campeón de Campeones) (2): 2003, 2006